# Léonce Rousset
Pour les articles homonymes, voir Rousset.
Léonce Rousset dit le lieutenant-colonel Rousset, né à Toulon le 9 décembre 1850 et mort à Paris le 24 janvier 1938, est un officier et historien militaire français.

## Biographie

### Théoricien militaire
Issu d’une vieille famille provençale, Léonce Rousset est né à Toulon le 9 novembre 1850 d’un père officier d’artillerie. Entré à Saint Cyr en 1868, il participe dès sa sortie de l’école aux combats de la guerre franco-allemande. Sous-lieutenant de chasseurs à pied, officier au 6° Régiment d’Infanterie, il est grièvement blessé en août 1870 à Servigny-lès-Sainte-Barbe lors de la bataille de Metz, avant d’être fait prisonnier par l’armée prussienne.
Après l’armistice, libéré il est présent dans l'armée versaillaise contre La Commune, puis promu lieutenant en 1873, il sert dans les colonies durant plusieurs années. D’abord en Nouvelle-Calédonie en 1877 puis en Algérie après sa nomination au grade de capitaine en 1879. En Afrique du Nord, Rousset réalise de 1881 à 1883 plusieurs travaux  topographiques qui lui valent les éloges de sa hiérarchie. Remarqué pour ses aptitudes, il passe à l’école d’État-Major en 1884 dont il sort breveté avec un rang relativement flatteur, classé 24° sur 74. 
Enseignant de géographie à Saint Cyr à partir de 1888, il est promu en 1891 chef de bataillon, ce qui lui permet de rejoindre, avec ce nouveau grade, le 45° Régiment d’Infanterie. Spécialiste de la stratégie et des théories militaires, Rousset est nommé en 1892 professeur adjoint de tactique et d’histoire à l’École Supérieure de Guerre où il côtoie son collègue Foch. La qualité de son enseignement lui vaut d’obtenir la chaire en 1896, responsabilité qu’il conserve toutefois peu de temps puisqu’il prend, l’année suivante, le commandement d’un bataillon au 102° Régiment d’Infanterie. 
Lieutenant-colonel en 1898 – grade sous lequel il est connu comme historien - il est muté l’année suivante au 92° RI de Clermont-Ferrand, brève parenthèse avant la reprise, dès 1898, de ses cours de tactique à l’ESG. En 1899, il publie « Contes lointains », un volume pour « Maîtres de la guerre : Frédéric II, Napoléon, Moltke »ainsi qu'une étude sur le 4e Corps de l'Armée de Metz. Connu pour ses opinions nationalistes, le lieutenant-colonel Rousset s’attire quelques inimitiés qui lui valent une brutale disgrâce en 1900. Il est dès lors dans l'obligation de prendre le commandement du 149° Régiment d'Infanterie d’Épinal en novembre 1901. Déçu par la tournure des choses, il demande sa mise à la retraite pour quitter le service définitivement. 

### Élu et écrivain
En avril 1902, le lieutenant-colonel Rousset se présente avec succès aux élections législatives dans la circonscription de Verdun comme candidat nationaliste. En 1905, brièvement maire du chef-lieu, il ne parvient pourtant pas au scrutin suivant à conserver son mandat. En 1905, il parvient à prendre le siège de conseiller général du canton. Il participe très activement à la Chambre et écrit souvent dans Le Gaulois. Il est le premier à interpeller publiquement le général André dans l'Affaire des fiches. En mai 1906, la forte poussée à gauche que connait la chambre des députés permet à Charles Humbert, ancien officier et ayant été critiqué par Rousset pour sa « Marche de l'Armée », de battre son collègue. 
Rousset se démet alors de ses mandats de maire mais il garde son siège au conseil général jusqu'en 1910. Lors des élections législatives de 1910, il se présente dans la quatrième circonscription de la Seine, à Levallois contre Albert Willm qui fut réélu dès le premier tour. Roussel rentre en conséquence dans le Comité politique plébiscitaire en 1911 mais se consacre surtout à de multiples publications historiques et militaires. Après son « Histoire de la guerre franco-allemande 1870-1871 », sujet principal de son enseignement à l’ESG, publiée en 1896, qui reçut un prix de l'Académie française avant de connaître un très grand succès de librairie, Rousset présenta une « Histoire populaire de la guerre de 1870-71 »  en  1908, « Histoire de la La France sous la Troisième République (1871-1900) en 1912, « Trente ans d'histoire  (1871-1900) » en 1914, « La Guerre au jour le jour » en trois volumes entre 1914 et 1916, « La bataille de l'Aisne » en 1920, « Les Grands Chefs de l'armée française (1914-18) » en 1923 et « L'Armistice de 1871 »  en 1927. En 1919, il se présente à l'Académie française pour remplacer Étienne Lamy mais n'est pas élu.
Sa mort en 1938, à 88 ans, fait ressortir la singularité du parcours de Rousset, à mettre en parallèle avec ceux de ses camarades de même génération et comme lui spécialistes de l'histoire et tactiques militaires, Foch (1851), Joffre (1852) ou encore Pétain (1856). Ces derniers, qui ont connu un début de carrière sans doute moins brillant et rapide, ont su toutefois passer, notamment lors de la Grande Guerre où ils se sont révélés, à une postérité bien plus grande et durable que le spécialiste national de la guerre de 1870.

## Postérité
Léonce Rousset s’était marié en 1899 avec Sara Carlotta Casaffousth (1856-1942). Cette dernière, d’origine argentine, veuve d’un officier, ingénieur polytechnicien, Georges Montigny, était par ailleurs sœur du célèbre ingénieur argentin Carlos Casaffousth, centralien, auteur du fameux barrage de San Roque à Cordoba, réalisé de 1886 à 1888.

## Livres
Histoire générale de la guerre franco-allemande 1870-1871 (Librairie Jules Tallandier)
- Tome I : L'armée impériale, 1re partie (A lire en ligne)
- Tome II : L'armée impériale, 2e partie (A lire en ligne)
- Tome III : Le siège de Paris (A lire en ligne)
- Tome IV : Les armées de Province, 1re partie (A lire en ligne)
- Tome V : Les armées de Province, 2e partie (A lire en ligne)
- Tome VI : Les armées de Province, 3e partie (A lire en ligne)
- Tome VII : Atlas (A lire en ligne)

Prix Alfred-Née de l’Académie française en 1896
La guerre au jour le jour (Librairie Jules Tallandier)
- Tome 1 : Août 1914 - Avril 1915
- Tome 2 : Avril à Décembre 1915
- Tome 3 : Janvier à Septembre 1916
- Tome 4 : Septembre 1916 à Juin 1917 (A lire en ligne)
- Tome 5 : Juin 1917 à Mai 1918 (A lire en ligne)
- Tome 6 : Juin 1918 au 28 juin 1919

La bataille de l'Aisne (avril-mai 1917) (en ligne)

## Décoration
- Officier de la Légion d'honneur (11 juillet 1900 ; chevalier le 29 décembre 1887)
- Officier de l'Instruction publique (16 janvier 1897)

## Sources
- « Léonce Rousset », dans le Dictionnaire des parlementaires français (1889-1940), sous la direction de Jean Jolly, PUF, 1960 [détail de l’édition]
- Dir. Jean El Gammal, François Roth et Jean-Claude Delbreil, Dictionnaire des Parlementaires lorrains de la Troisième République, Metz, Serpenoise, 2006 (ISBN 2-87692-620-2, OCLC 85885906, lire en ligne), p. 253-255